# Массейс, Ян
Ян Ма́ссейс (нидерл. Jan Massys, Matsys, Metsys 1509, Антверпен, Брабант — 8 октября 1575, Антверпен) — фламандский живописец эпохи Северного Возрождения. Сын и ученик Квентина Массейса. Представитель нидерландского маньеризма. Известен картинами исторического, бытового жанра и пейзажами. Он также приобрёл репутацию художника обнажённой женской натуры, которую он писал с чувственностью, напоминающей творчество художников школы Фонтенбло.

## Жизнь и творчество
Ян Массейс родился в Антверпене, в семье антверпенского живописца Квентина Массейса. Его старший брат Корнелис также стал живописцем и гравёром. Они оба были детьми второй жены Квентина Катарины Хейнс, от которой у него было ещё восемь детей. Учился под руководством отца. Вместе с братом Корнелисом в 1531 году, через год после смерти их отца был принят в качестве мастера в антверпенскую Гильдию Святого Луки. Предполагается, что сразу же после этого он покинул Антверпен и некоторое время работал в Фонтенбло, но эти факты точно не установлены. Он вернулся в Антверпен в 1536 году. В 1538 году женился на своей кузине Анне ван Тюлт. У супругов было трое детей.
В 1544 году Яну и его брату Корнелису запретили въезд в Антверпен из-за их религиозных убеждений. На картине «Лицемеры» Яна Массейса изображены два католических священнослужителя, которых художник высмеивает за их лицемерие. Ян был заподозрен в симпатиях к лидеру секты лоистов Лою де Шалидекеру (движения, против которого Мартин Лютер предостерегал протестантскую общину Антверпена). Между 1544 и 1555 годами Ян Массейс был вынужден покинуть Нидерланды. Достоверно известно, что он некоторое время оставался в Генуе, где стал художником адмирала Андреа Дориа. Там он написал портрет Андреа Дориа.
Одним из самых известных произведений Яна Массейса является картина «Лот с дочерьми», хранящаяся в Королевских музеях изящных искусств в Брюсселе (вариант в санкт-петербургском Эрмитаже).
Ян Массейс скончался в 1575 году в Антверпене, оказавшись в состоянии, граничащем с нищетой. Его сын Квентин Массейс Младший (ок. 1543—1589) стал мастером Гильдии Святого Луки в 1574 году и умер во Франкфурте.
Дочь Яна Сьюзен эмигрировала в Италию. Предполагается, что дети Яна покинули Антверпен по религиозным соображениям.
Среди учеников Яна Массейса были Франс ван Тюльт (в 1536), Франс де Витте (в 1543) и Оливье де Кайпер (в 1569).

## Галерея

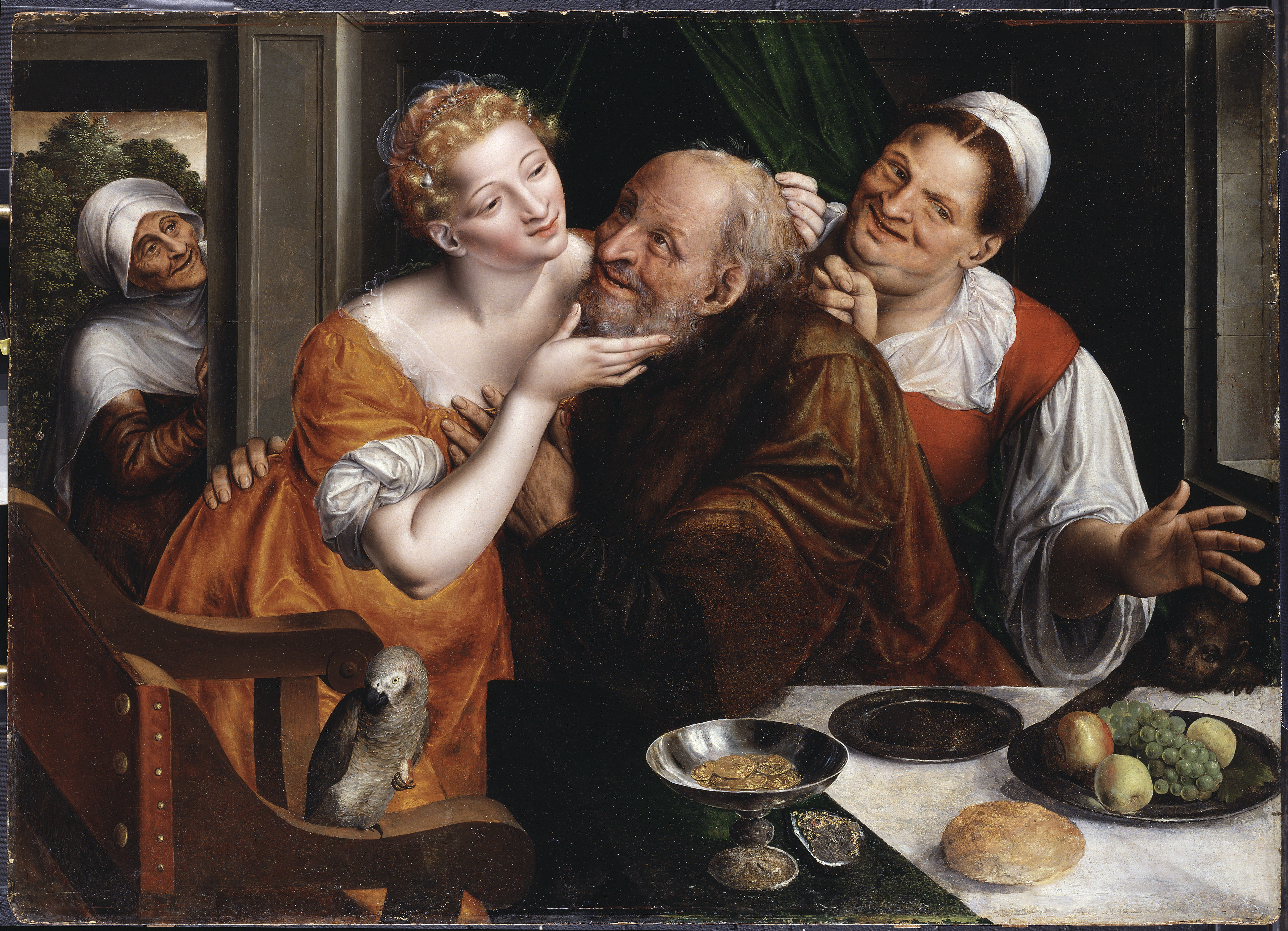
Неравная пара. 1566. Дерево, масло. Национальный музей изобразительных искусств, Стокгольм
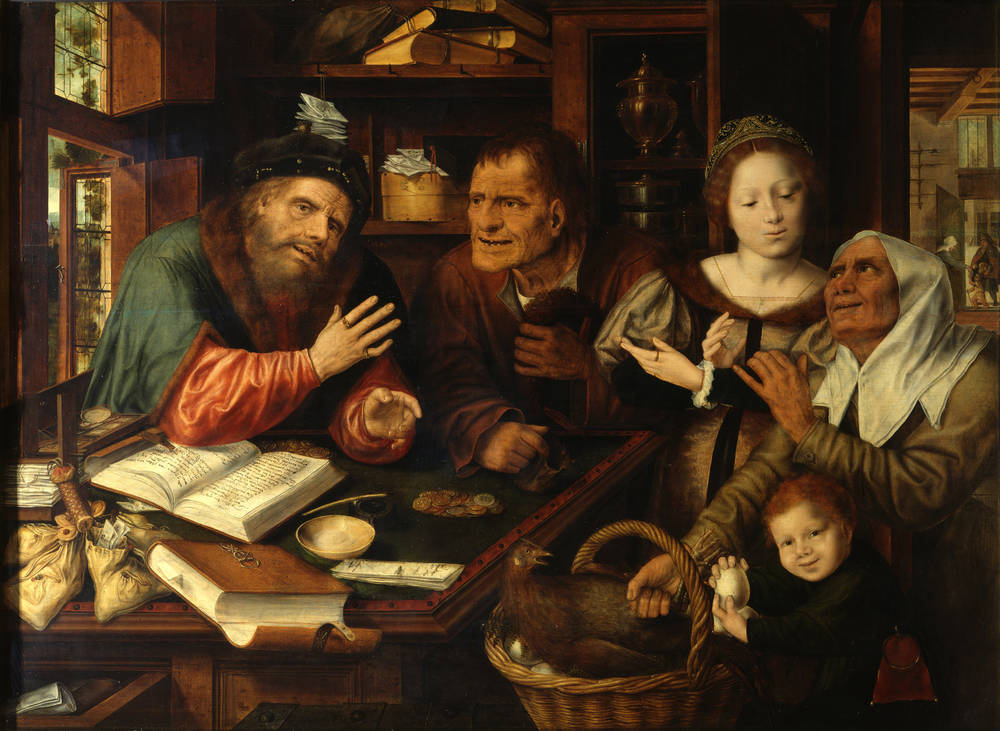
У сборщика налогов. 1539. Дерево, масло. Галерея старых мастеров, Дрезден
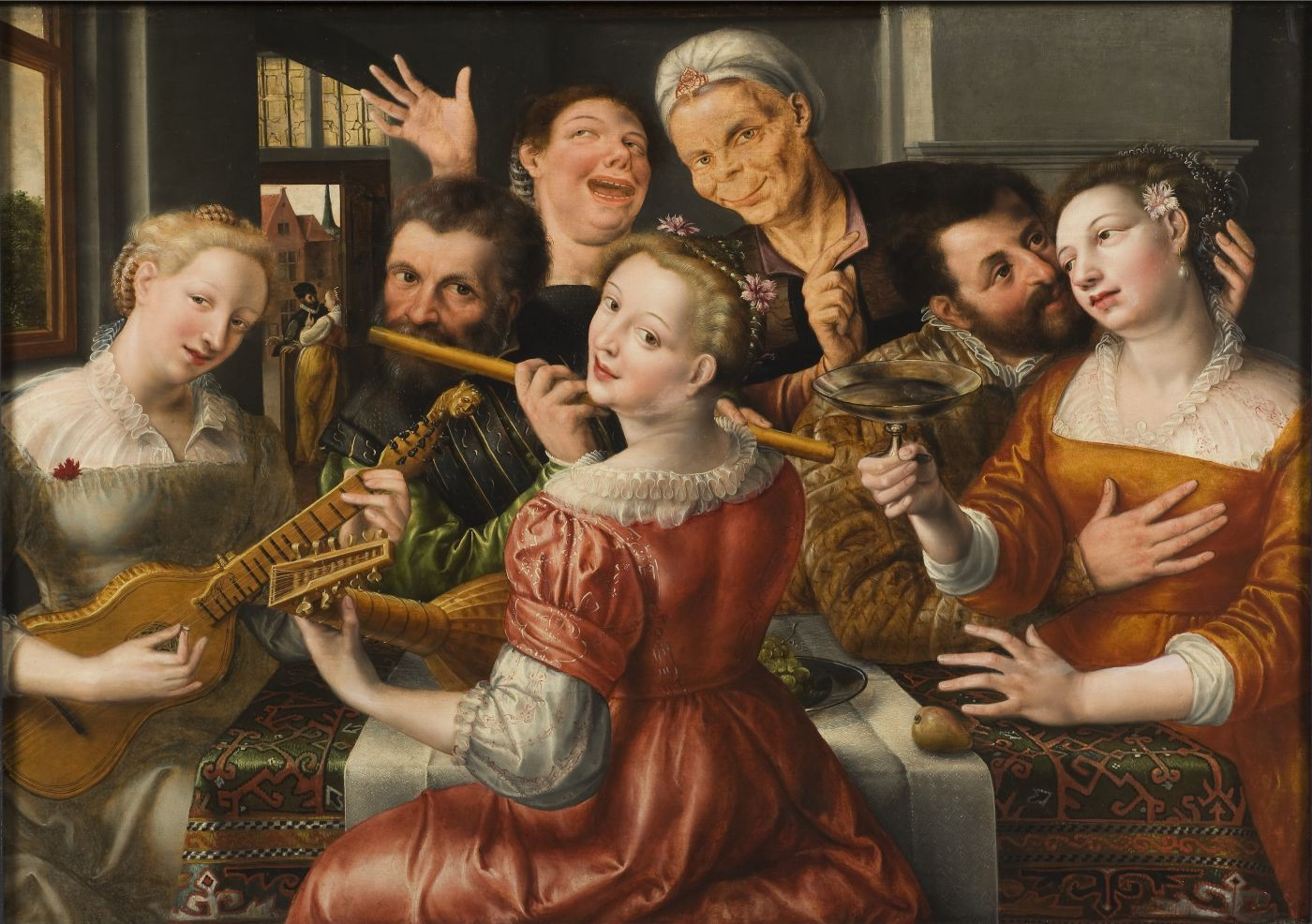
Весёлая компания. 1540-е. Дерево, масло. Национальный музей изобразительных искусств, Стокгольм
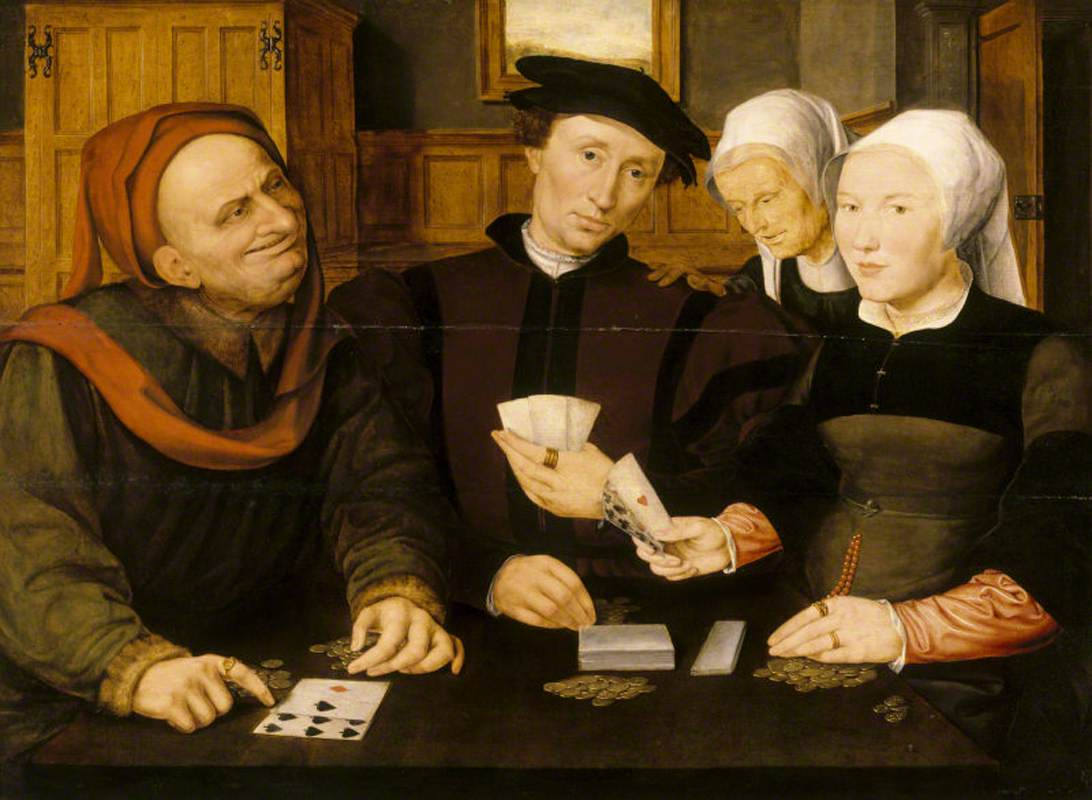
Игроки в карты. Между 1540 и 1575. Дерево, масло. Национальный фонд, Великобритания
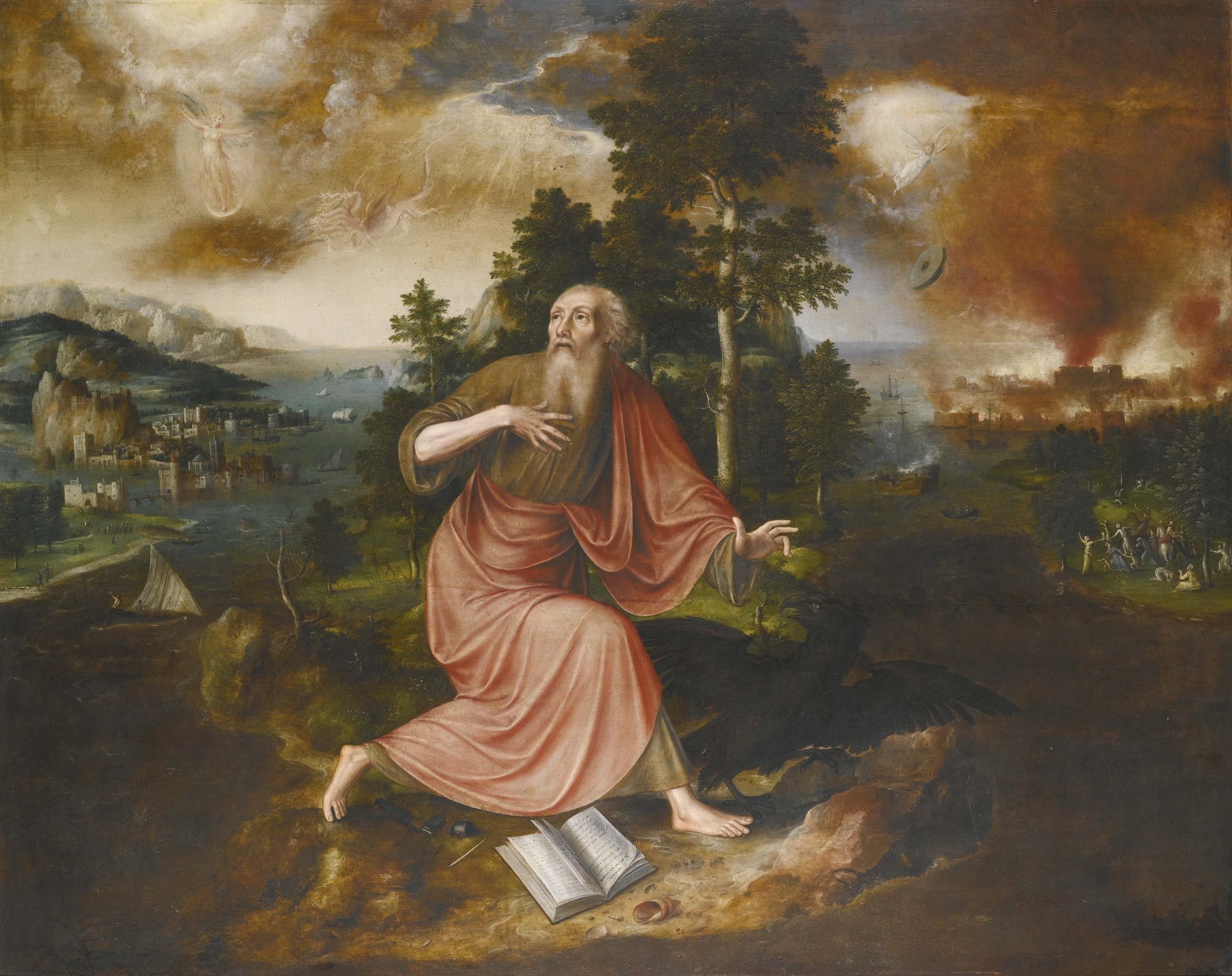
Апокалипсис Иоанна Евангелиста. 1563. Дерево, масло. Частное собрание
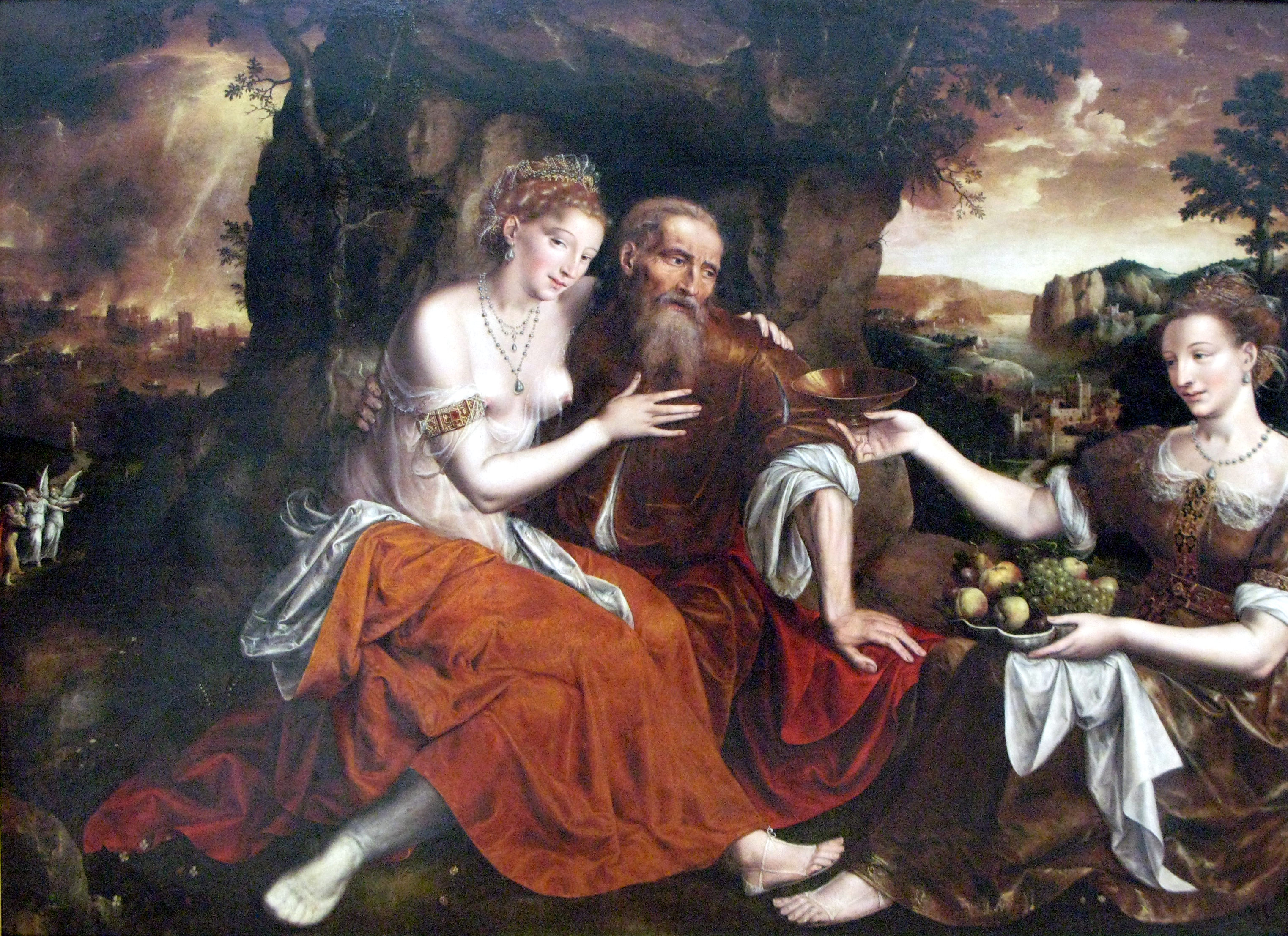
Лот с дочерьми. 1565. Дерево, масло. Королевский музей изящных искусств, Брюссель
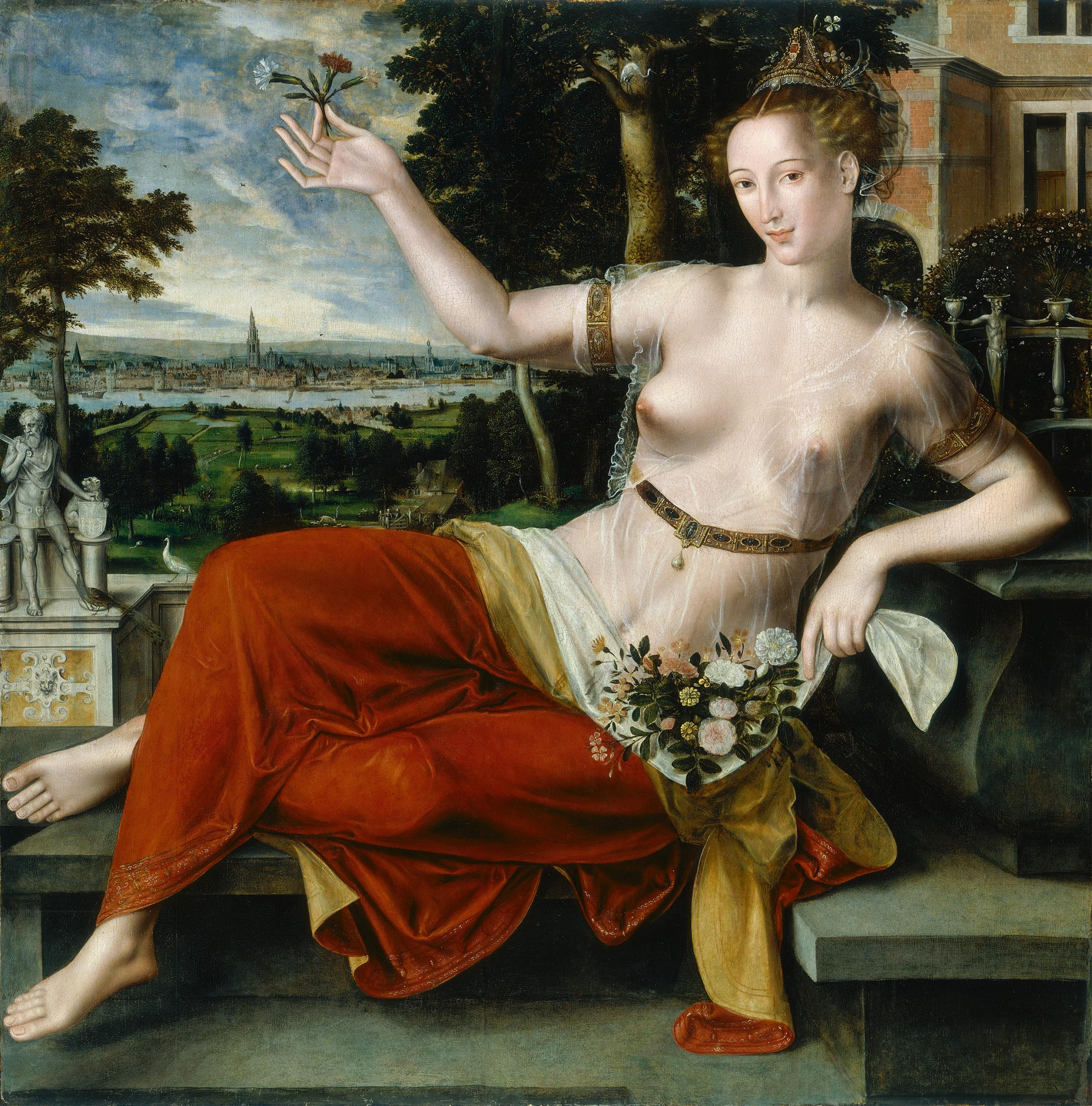
Флора. 1559. Дерево, масло. Кунстхалле, Гамбург
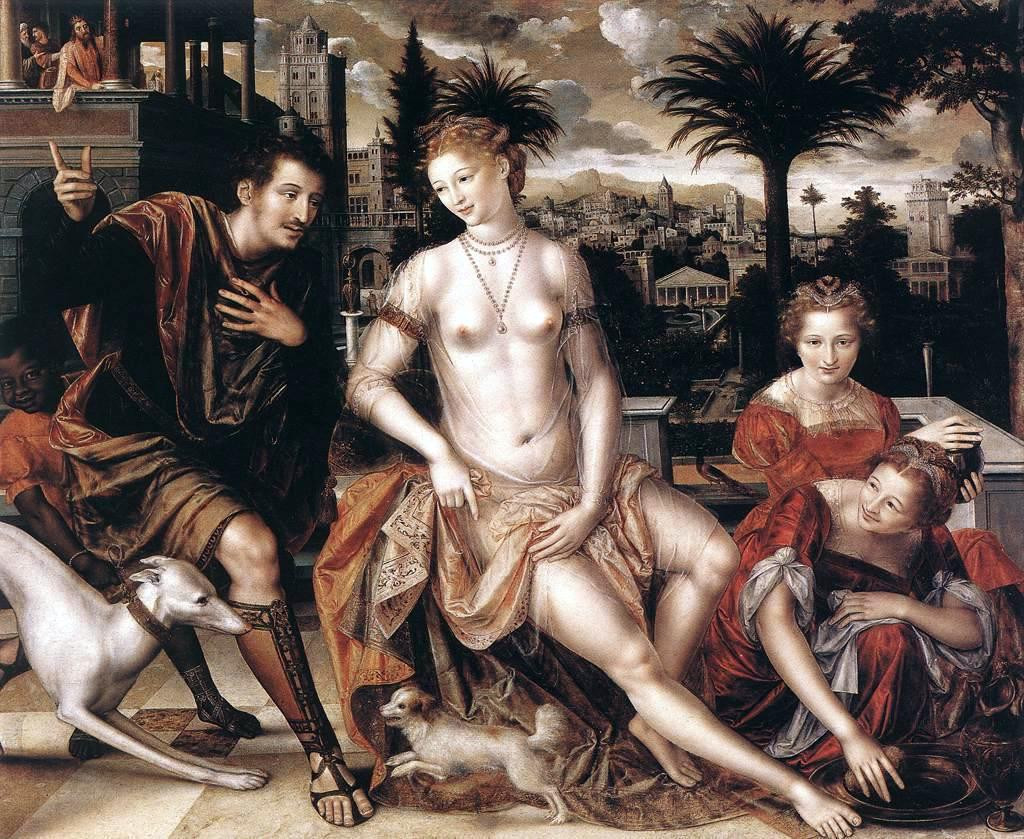
Давид и Вирсавия. 1562. Дерево, масло. Лувр, Париж